# Rolf Bärenfänger

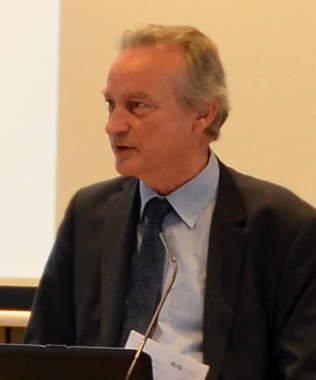
Rolf Bärenfänger, 2014

Rolf Bärenfänger (* 23. März 1955 in Hamburg) ist ein deutscher Archäologe. Vom 1. Mai 2008 bis 2020 war er Direktor der Ostfriesischen Landschaft.

## Leben
Rolf Bärenfänger studierte Vor- und Frühgeschichte, Anthropologie und Germanistik an der Universität Hamburg. 1987 schloss er seine Promotion zum Thema „Siedlungs- und Bestattungsplätze des 8. bis 10. Jahrhunderts in Niedersachsen und Bremen“ bei Wolfgang Hübener ab. Bärenfänger nahm zu diesem archäologischen Fragenkomplex erstmals eine Bestandsaufnahme und die daran anschließende Auswertung vor. In den Jahren 1988 bis 1992 leitete er die Grabungen am wüst gefallenen Kloster Barthe bei Hesel. Seit 1991 war er als Archäologe bei der Ostfriesischen Landschaft tätig und war von 2002 bis 2008 Leiter des Archäologischen Dienstes der Ostfriesischen Landschaft mit Schwerpunkt in der archäologischen Denkmalpflege. In dieser Zeit leitete er zahlreiche Rettungsgrabungen, forschte zu bedeutenden Fundstellen Ostfrieslands und veröffentlichte zahlreiche Publikationen vor allem zur frühmittelalterlichen Besiedlungsgeschichte, zu den allesamt verschwundenen Klöstern, aber auch zu vorgeschichtlichen Themen.
Im Jahre 2008 wählte ihn das Landschaftskollegium zum Landschaftsdirektor. Dieser hat die Funktion eines Geschäftsführers. Bärenfänger hatte das Amt zuvor bereits kommissarisch ausgeübt. Er trägt damit die Verantwortung für die gesamte Institution und somit auch weiterhin für die Archäologie der Region. In dieser Funktion ist er zudem Herausgeber verschiedener Schriften in den Bereichen Kultur, Wissenschaft und Bildung.

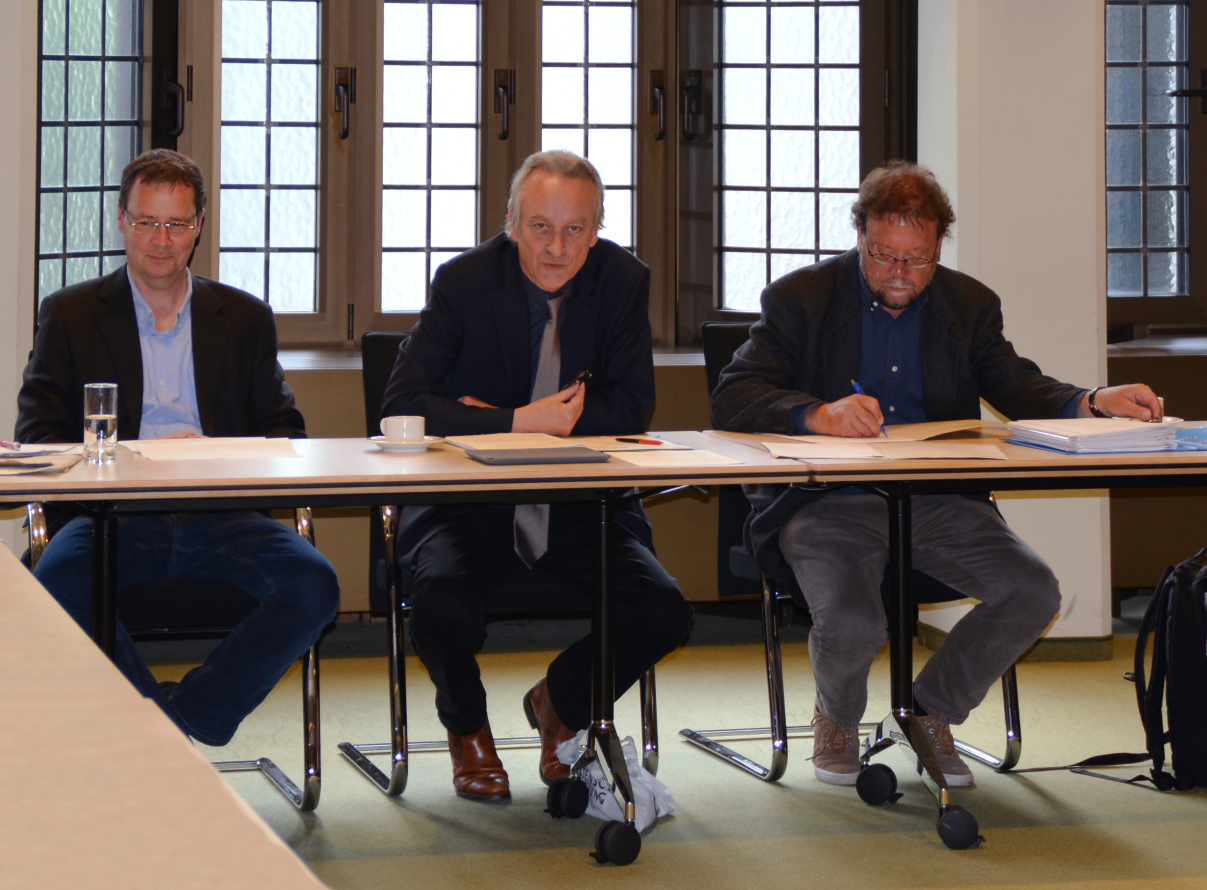
Vorstand der Archäologischen Kommission für Niedersachsen (v. l. n. r.): Schatzmeister Axel Friederichs, Vorsitzender Rolf Bärenfänger und stellvertretender Vorsitzender Michael Geschwinde

Neben dem ehemaligen Landschaftspräsidenten Helmut Collmann war er Initiator der Öffnung der Landschaft zu einem modernen Dienstleister. Dafür wurde in den historischen Räumen des Landschaftshauses das „Landschaftsforum“ als öffentlicher Kommunikationsraum geschaffen, das Steinhaus in Bunderhee wurde als außerschulischer Lernort restauriert und sein Umfeld gestaltet, außerdem gehören die Bemühungen zur Schaffung eines „ostfriesischen Sammlungszentrums für historische Kulturgüter“ zu seinen Aufgaben.
Von 2000 bis 2021 war er zudem ehrenamtlicher Vorsitzender der Archäologischen Kommission für Niedersachsen. Er ist Mitbegründer der seit 1998 erscheinenden Zeitschrift „Archäologie in Niedersachsen“ und der Monographienreihe „Beiträge zur Archäologie in Niedersachsen“, zudem ist er an der Herausgabe weiterer niedersächsischer archäologischer Fachzeitschriften maßgeblich beteiligt. Er nimmt außerdem Funktionen im Vorstand des „Marschenrates zur Förderung der Forschung im Nordseeküstengebiet“, bei NOMINE (Norddeutsche Orgelmusikkultur in Niedersachsen und Europa), bei der Bundesarbeitsgemeinschaft der Höheren Kommunalverbände und bei ALLviN (Arbeitsgemeinschaften der Landschaften und Landschaftsverbände in Niedersachsen) wahr. 2015 endete turnusgemäß seine Mitgliedschaft in der wissenschaftlichen Kommission der Deutschen Stiftung Denkmalschutz.

## Schriften
Rolf Bärenfänger veröffentlichte als Verfasser oder Herausgeber mehr als 200 Publikationen vor allem zu archäologischen Funden und Fundplätzen in Ostfriesland. Eine ab 1988 vollständige Bibliographie ist auf der Website der Ostfriesischen Landschaft unter Archäologie abrufbar.
- Siedlungs- und Bestattungsplätze des 8. bis 10. Jahrhunderts in Niedersachsen und Bremen (= British Archaeological Reports. International Series. 398). 2 Bände. Oxford 1988, ISBN 0-86054-512-1 (Zugleich: Hamburg, Universität, Dissertation, 1987).
- Frühmittelalterliche Eggenbalken und weitere Holzfunde aus Hattersum, Kreis Wittmund / Ostfriesland. In: Archäologisches Korrespondenzblatt. 23, 1993, S. 127–139.
- Vier Gehöfte des 9. Jahrhunderts aus Hesel, Ldkr. Leer. (Mit einem Beitrag von H. Freund im Anhang). In: Nachrichten aus Niedersachsens Urgeschichte. 63, 1994, ISSN 1437-2177, S. 39–72.
- als Herausgeber mit Norbert Fiks: Der Plytenberg in Leer. Ein rätselhaftes Denkmal. Fragen und Antworten. Schuster, Leer 1995, ISBN 3-7963-0316-1.
- Die ostfriesischen Klöster aus archäologischer Sicht. In: Karl-Ernst Behre, Hajo van Lengen (Hrsg.): Ostfriesland. Geschichte und Gestalt einer Kulturlandschaft. Ostfriesische Landschaft, Aurich 1995, ISBN 3-925365-85-0, S. 241–255, (3., durchgesehene Auflage. ebenda 1998).
- mit Petra Carli-Thiele, Angelika Burkhardt, Holger Freund, Silke Grefen-Peters und Michael Schultz: Völkerwanderungszeitliche Körpergräber aus dem ostfriesischen Wattenmeer – archäologischer, anthropologischer, paläopathologischer und paläoethnobotanischer Befund. In: Studien zur Sachsenforschung. 10, 1997, ISSN 0933-4734, S. 1–47.
- Aus der Geschichte der Wüstung „Kloster Barthe“, Landkreis Leer, Ostfriesland. Ergebnisse der archäologischen Untersuchungen in den Jahren 1988 bis 1992. Mit Beiträgen von Angelika Burkhart, Werner Löhnertz und Paul Weßels. In: Probleme der Küstenforschung im südlichen Nordseegebiet. 24, 1997, ISSN 0343-7965, S. 9–252.
- Von der Steinzeit bis zum Mittelalter: Ergebnisse archäologischer Forschung in Hesel. In: Paul Weßels: Hesel. „Wüste Fläche, dürre Wildnis und magere Heidepflanzen“ – der Weg eines Bauerndorfes in die Moderne. Risius, Weener 1998, ISBN 3-88761-065-2, S. 19–72.
- als Beiträger in: Ostfriesland (= Führer zu archäologischen Denkmälern in Deutschland. 35). Theiss, Stuttgart 1999, ISBN 3-8062-1415-8.
- Hinweise auf Handel und Handwerk der Kaiserzeit an der unteren Ems. In: Frank Both, Heike Aouni (Red.): Über allen Fronten. Nordwestdeutschland zwischen Augustus und Karl dem Großen (= Archäologische Mitteilungen aus Nordwestdeutschland. Beiheft. 26). Isensee, Oldenburg 1999, ISBN 3-89598-638-0, S. 39–44.
- Befunde einer frühmittelalterlichen Siedlung bei Esens, Landkreis Wittmund (Ostfriesland). In: Probleme der Küstenforschung im südlichen Nordseegebiet. 27, 2001, S. 249–300.
- Mittelalterliche Bauernhäuser in Ostfriesland. In: Jan Klápste (Hrsg.): The rural house from the migration period to the oldest still standing buildings. Ruralia IV, 8.–13. September 2001, Bad Bederkesa, Lower Saxony, Germany (= Památky archeologické. Supplementum. 15). Institute of Archaeology – Academy of Sciences of the Czech Republic, Prag 2002, ISBN 80-86124-36-3, S. 49–52.
- Archäologische Zeugnisse von den Arbeits- und Lebensverhältnissen im mittelalterlichen Ostfriesland. In: Hajo van Lengen (Hrsg.): Die Friesische Freiheit des Mittelalters. Leben und Legende. Ostfriesische Landschaftliche Verlags- und Vertriebsgesellschaft, Aurich 2003, ISBN 3-932206-30-4, S. 34–55.
- Brandbestattungen der späten Trichterbecherkultur im Westerhammrich bei Leer / Ostfriesland. In: Archäologie – Land – Niedersachsen. 25 Jahre Denkmalschutzgesetz – 400 000 Jahre Geschichte (= Archäologische Mitteilungen aus Nordwestdeutschland. Beiheft. 42). Isensee, Oldenburg 2004, ISBN 3-89995-144-1, S. 372–375.
- Neues aus der Archäologie zur früheren Wasserversorgung in Ostfriesland. In: Christoph Ohlig (Hrsg.): Ostfriesland und das Land Oldenburg im Schutz der Deiche und weitere wasserhistorische Beiträge (= Schriften der Deutschen Wasserhistorischen Gesellschaft (DWhG) e. V. 6). Books on Demand GmbH, Norderstedt 2005, ISBN 3-8334-1503-7, S. 73–84.
- Neues vom Upstalsboom. Ergebnisse der Ausgrabungen im Jahre 2003. In: Heinrich Schmidt, Wolfgang Schwarz, Martin Tielke (Hrsg.): Tota Frisia in Teilansichten. Hajo van Lengen zum 65. Geburtstag (= Abhandlungen und Vorträge zur Geschichte Ostfrieslands. 82). Ostfriesische Landschaftliche Verlags- und Vertriebsgesellschaft, Aurich 2005, ISBN 3-932206-51-7, S. 61–81.
- Archäologie im Park des Schlosses Evenburg in Loga (= Wegweiser zur Vor- und Frühgeschichte Niedersachsens. 26). Isensee, Oldenburg 2006, ISBN 3-89995-319-3.
- mit Marion Brüggler: Mittelalterliches Fensterglas und besondere Kleinfunde vom ehemaligen Dominikanerkloster in Norden, Ostfriesland. In: Nachrichten aus Niedersachsens Urgeschichte. 76, 2007, S. 171–197.
- als Herausgeber: Zisterzienser im Norden. Neue Forschungen zur Klosterarchäologie. Symposium bei der Ostfriesischen Landschaft in Aurich vom 19.–20. Oktober 2006 (= Internationale Archäologie. Arbeitsgemeinschaft, Symposium, Tagung, Kongress] Internationale Archäologie. 9). Leidorf, Rahden/Westf. 2007, ISBN 978-3-89646-439-2.
- mit Henny Groenendijk: Mehrschichtige Landschaft. Moorkolonisten und Kleibauern im Dollartgebiet (= Archeologie in Groningen. 5). Profiel, Bedum 2008, ISBN 978-90-5294-441-8.
- Loga von der Steinzeit bis zur Evenburg. In: Heike Düselder (Red.): Schloss Evenburg und die Herrlichkeit Loga. Ellert & Richter, Hamburg 2008, ISBN 978-3-8319-0332-0, S. 34–53.
- Vierzig Jahre Archäologische Kommission für Niedersachsen. In: Archäologie in Niedersachsen. 13, 2010, S. 7–10.
- als Herausgeber mit Marion Brüggler: Ihlow. Archäologische, historische und naturwissenschaftliche Forschungen zu einem ehemaligen Zisterzienserkloster in Ostfriesland (= Beiträge zur Archäologie in Niedersachsen. 16). Leidorf, Rahden/Westf. 2012, ISBN 978-3-89646-936-6.
- mit Wybrand Op den Velde: The Anglo-Frisian Sceatta Hoard of „Kloster Barthe“, Gem. Hesel, Ldkr. Leer, East Frisia from 1838. Catalogue and Comment. In: Nachrichten aus Niedersachsens Urgeschichte. 81, 2012, S. 3–80.